# Gabin Dabiré
Gabin Dabiré est un chanteur, joueur de guitare et compositeur burkinabé vivant en Italie. 
Né à Bobo-Dioulasso dans le Burkina Faso, il a découvert l'univers de la musique auprès des grands maîtres de la musique traditionnelle du Burkina Faso.
C'est en 1975, après son arrivée au Danemark, qu'il connut ses premiers contact avec la musique européenne contemporaine et alternative. Il visita l'Italie en 1976, puis se lança dans un voyage d'étude sur les instruments à corde et les percussions indiennes.
En 1979, il publie sa collection de musique ethnique ouest-africaine avec Futuro Antico, association culturelle et groupe qu'il a fondée avec Walter Maioli et Riccardo Sinigaglia. Il fut un des pionniers de l'intégration de sons électroniques et synthétisés dans les musiques traditionnelles.